# Frecciarossa

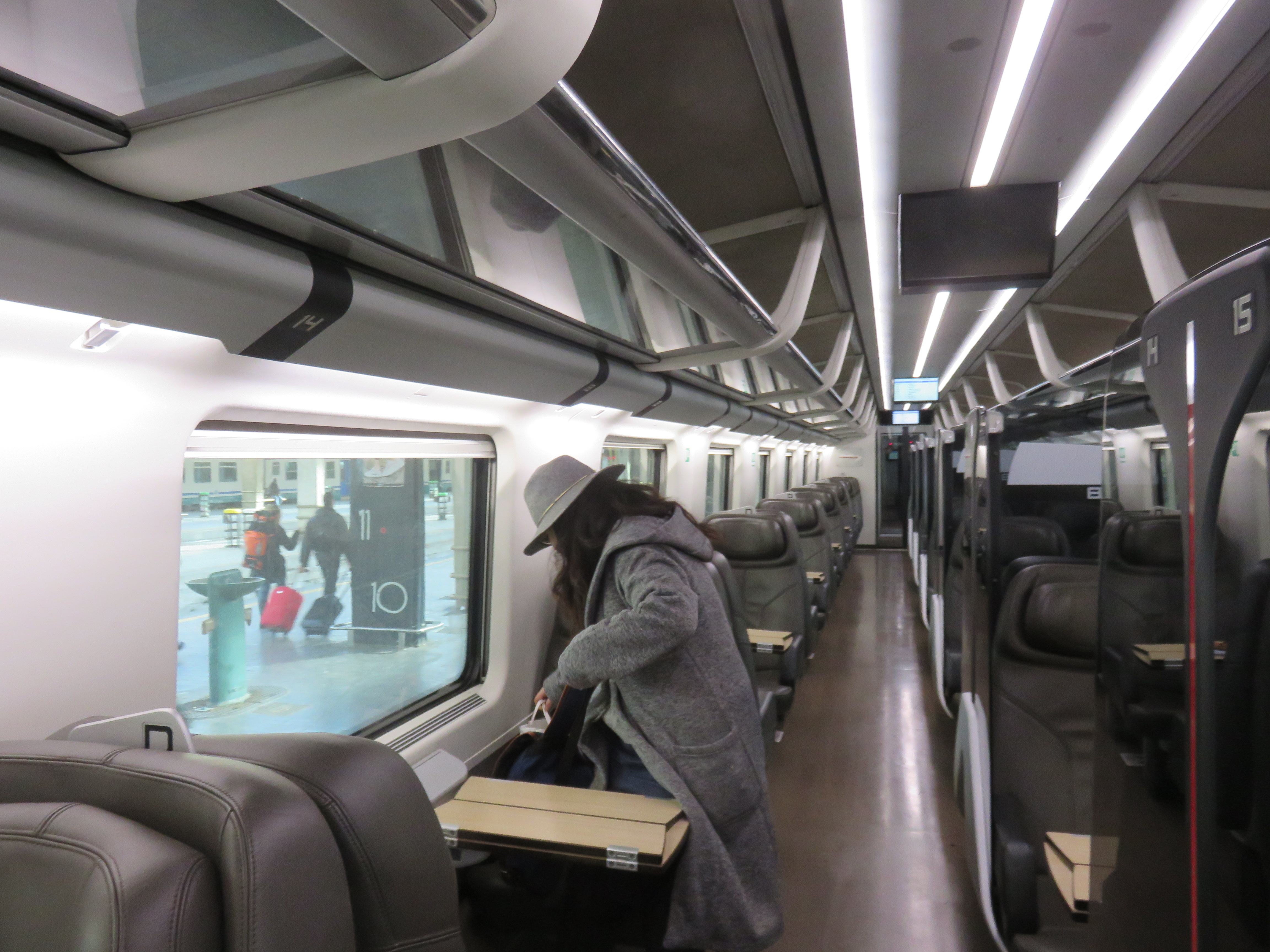
Interiorul ETR 500 Business Class
(Feb 2017)

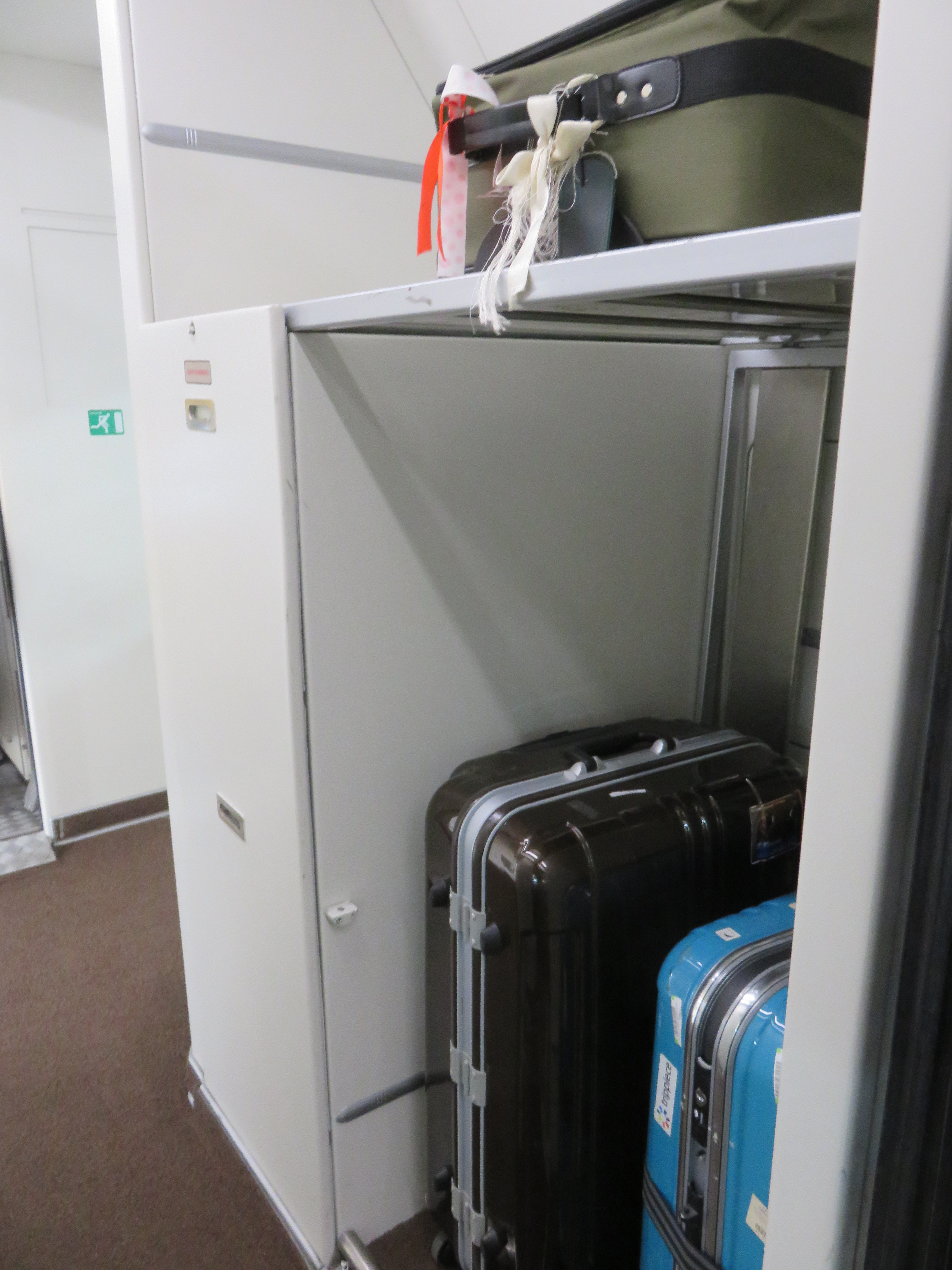
Spațiu de bagaj ETR 500 Business Class
(Feb 2017)

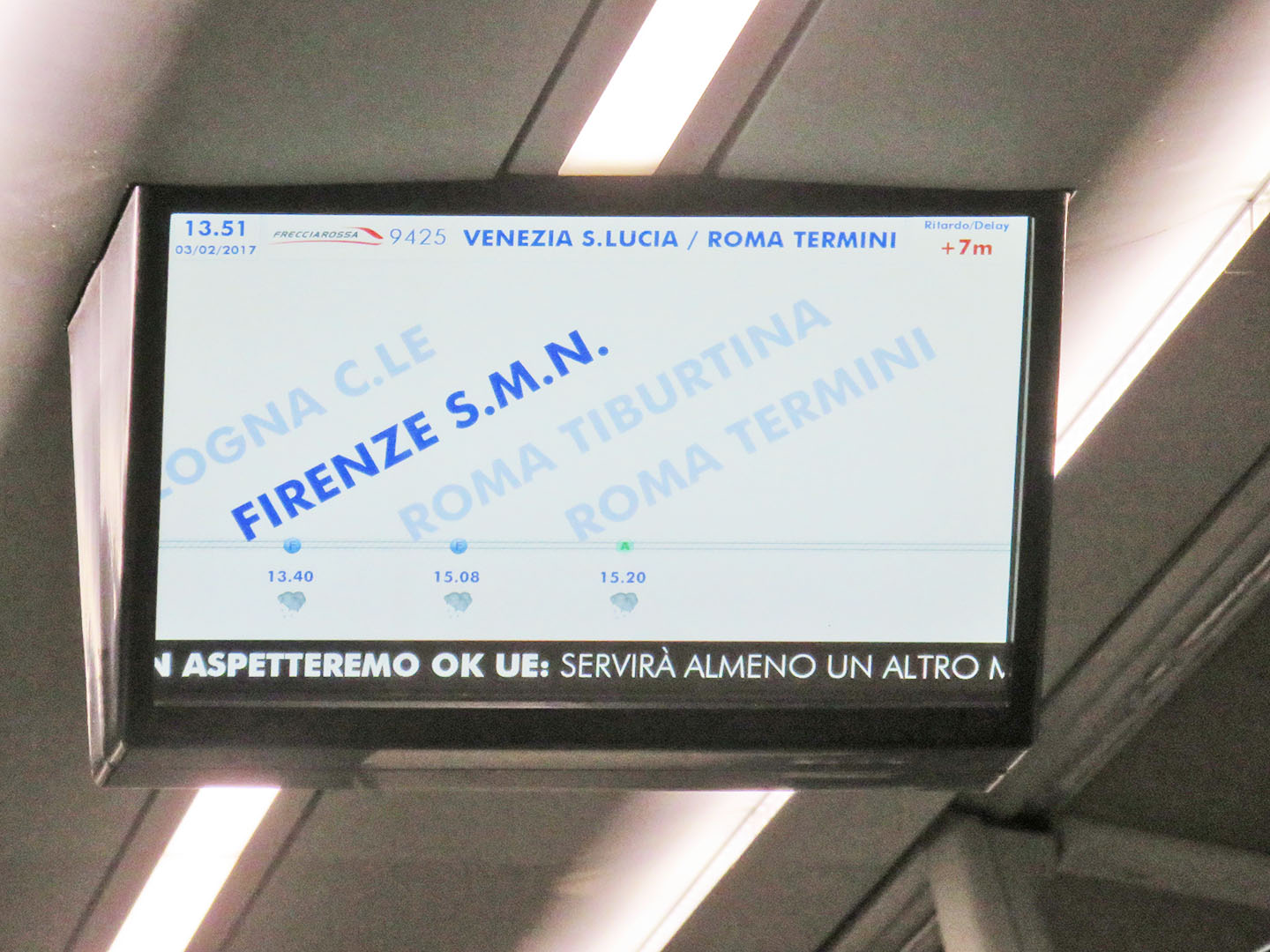
Monitor LCD ETR 500 Business Class
(Feb 2017)

Frecciarossa  este un tren de mare viteză al operatorului de tren național italian, Trenitalia și membru al categoriei de trenuri Le Frecce. Numele, care, dacă este scris „Freccia rossa” înseamnă „săgeată roșie” în limba italiană, a fost introdus în 2009 după ce fusese cunoscut anterior ca Eurostar Italia. Trenurile Frecciarossa funcționează la viteze de până la 300 km/h (190 mph). Frecciarossa este primul serviciu al Trenitalia și concurează cu italo, operat de Nuovo Trasporto Viaggiatori.